# Cinteză

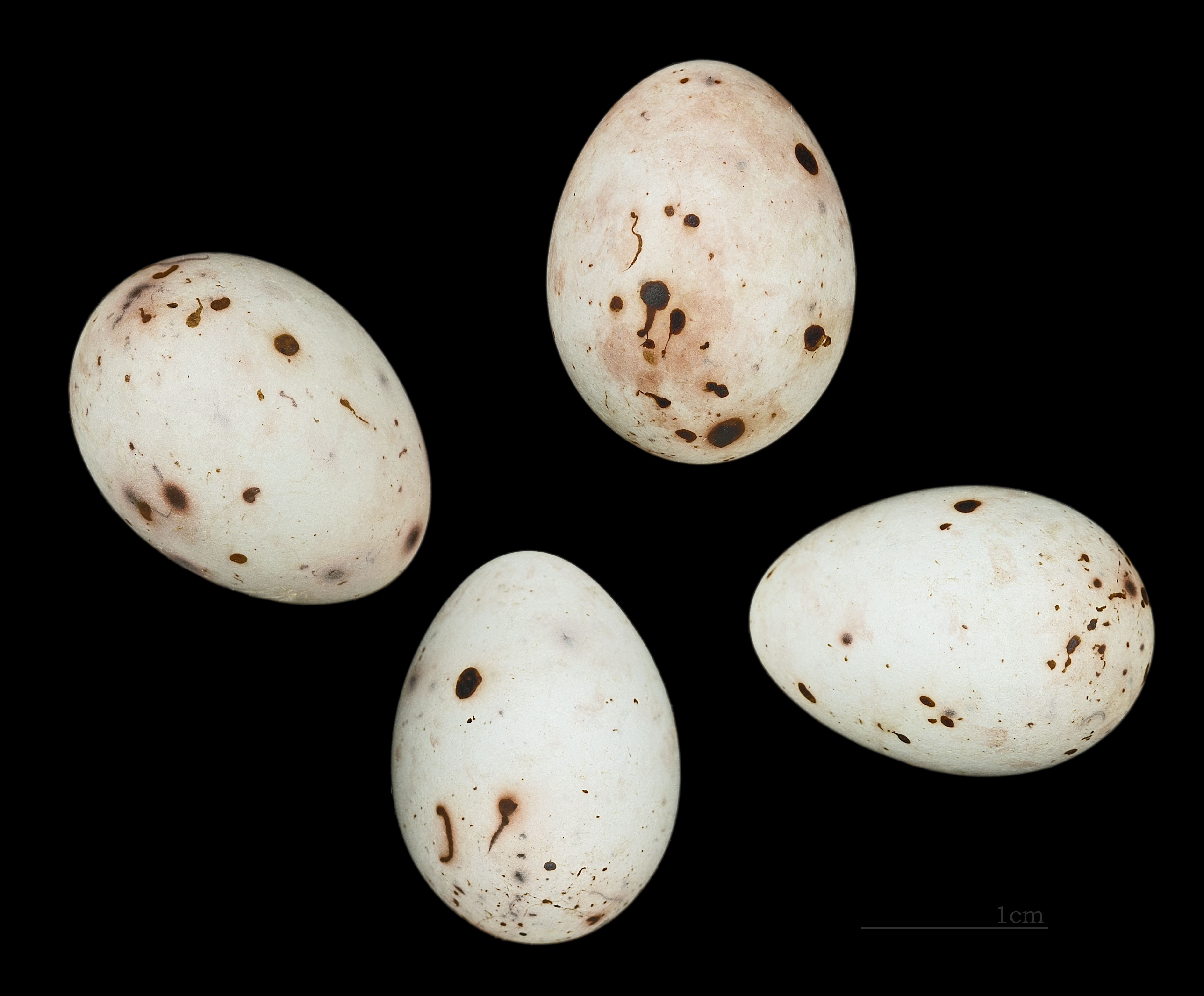
Ouă de Fringilla coelebs

Cinteza (Fringilla coelebs) este o pasăre migratoare de talie mică (14 – 18 cm), din famila Fringillidae. Ea este răspândită în România din ținuturile cele mai joase, ca pădurile de sălcii din Delta Dunării, până în regiunile de munte cu pășuni alpine și jnepeni ajungând la altitudinea de 1.500 m deasupra n.m.. Arealul de răspândire a cintezei cuprinde regiunile din Europa, Africa de Nord și Asia de Sud Vest

## Morfologie și mod de viață
Cinteza prezintă un dimorfism sexual accentuat, masculul având culoare cărămizie. Gușa pieptul și părțile laterale ale capului,  târtița și restul capului sunt cenușii, și  pe spate este cafeniu. Femela are penajul de culoare cafenie cu nuanțe cenușii.
Cuibul este construit în mare parte de femelă din rădăcini de plante, scoarță de copac, mușchi și paie. Fiind căptușit cu pene, el este amplasat la bifurcația crengilor și este mascat cu licheni și mușchi. Femela depune din aprilie 4 - 5 ouă de culoare verde albăstruie cu pete roșcate, din care eclozează puii la circa 13 zile. În funcție de abundența hranei, într-un sezon femela poate să depună ouă de 2 - 3  ori.
În România cinteza este numai parțial migratoare, masculii iernând în țară, pe când femela și tineretul migrează în Africa de Nord sau Asia de Sud Vest.
Cintezele se hrănesc cu fructe de pădure, semințe, insecte și larvele acestora.
Primăvara, în perioada de împerechere, masculul care este viu colorat atrage atenția femelei asupra sa prin ciripitul său gălăgios.

## Galerie

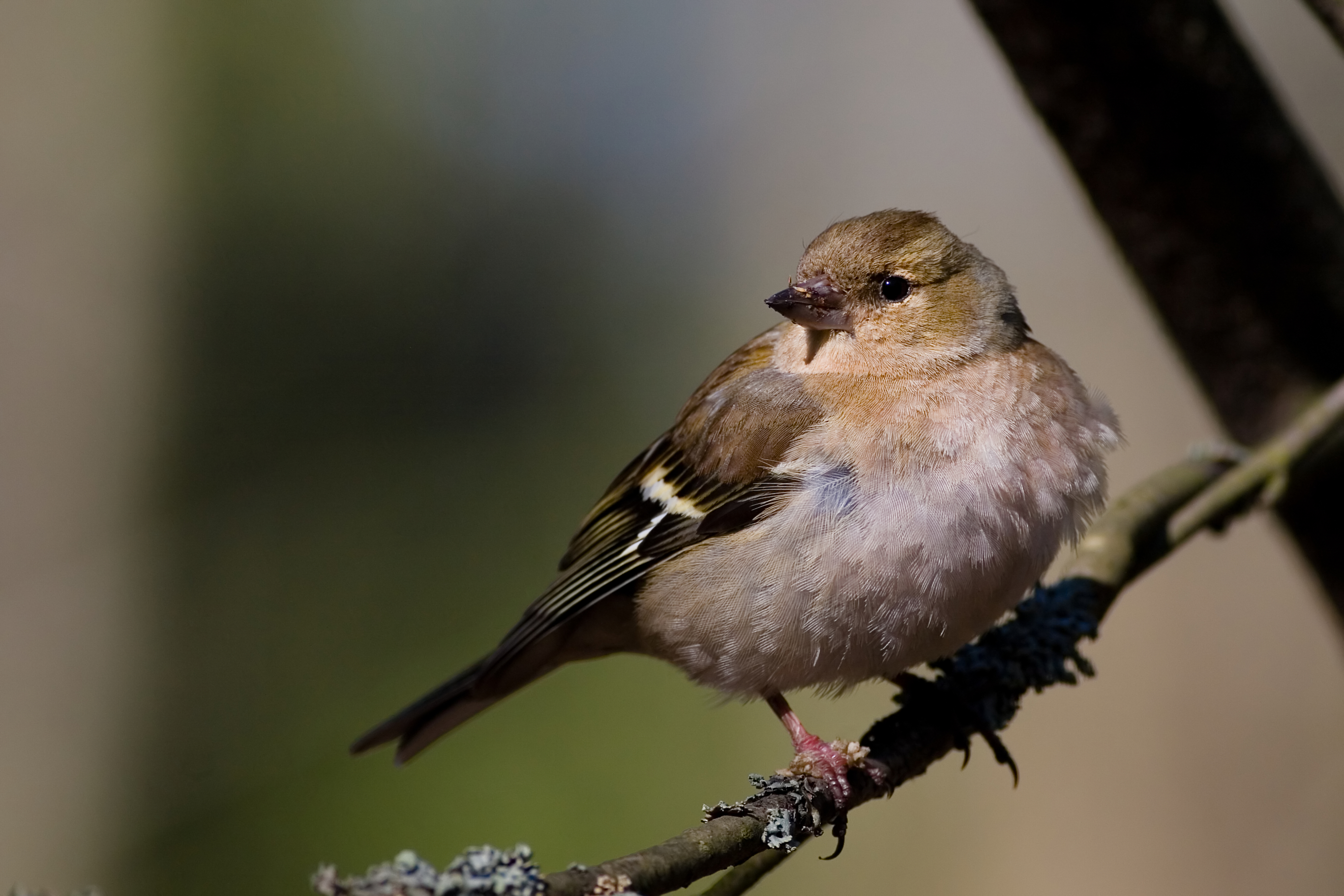
Femelă
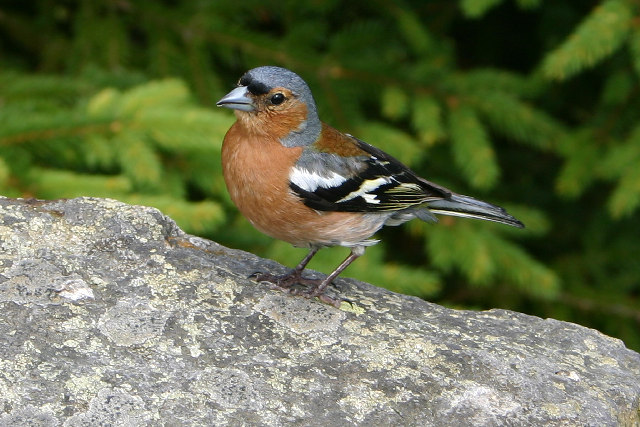
Mascul
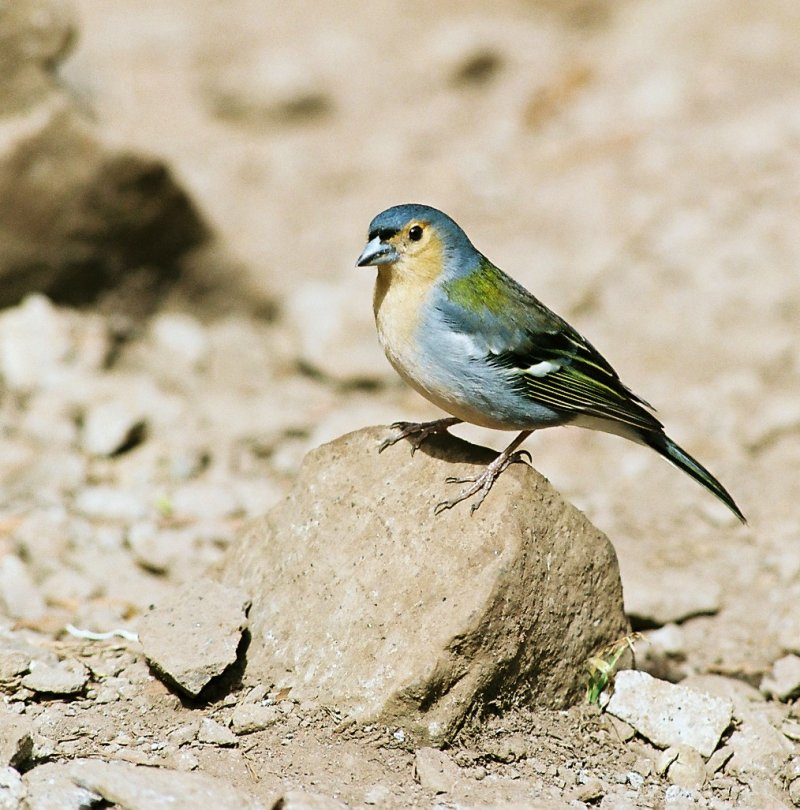
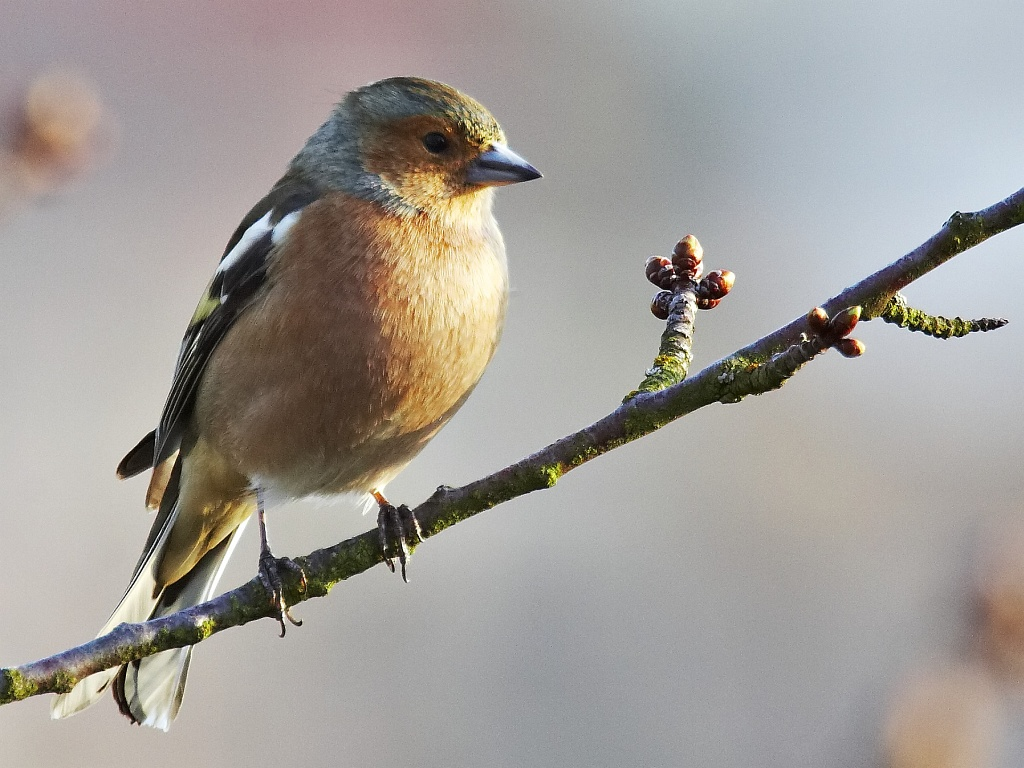
Mascul
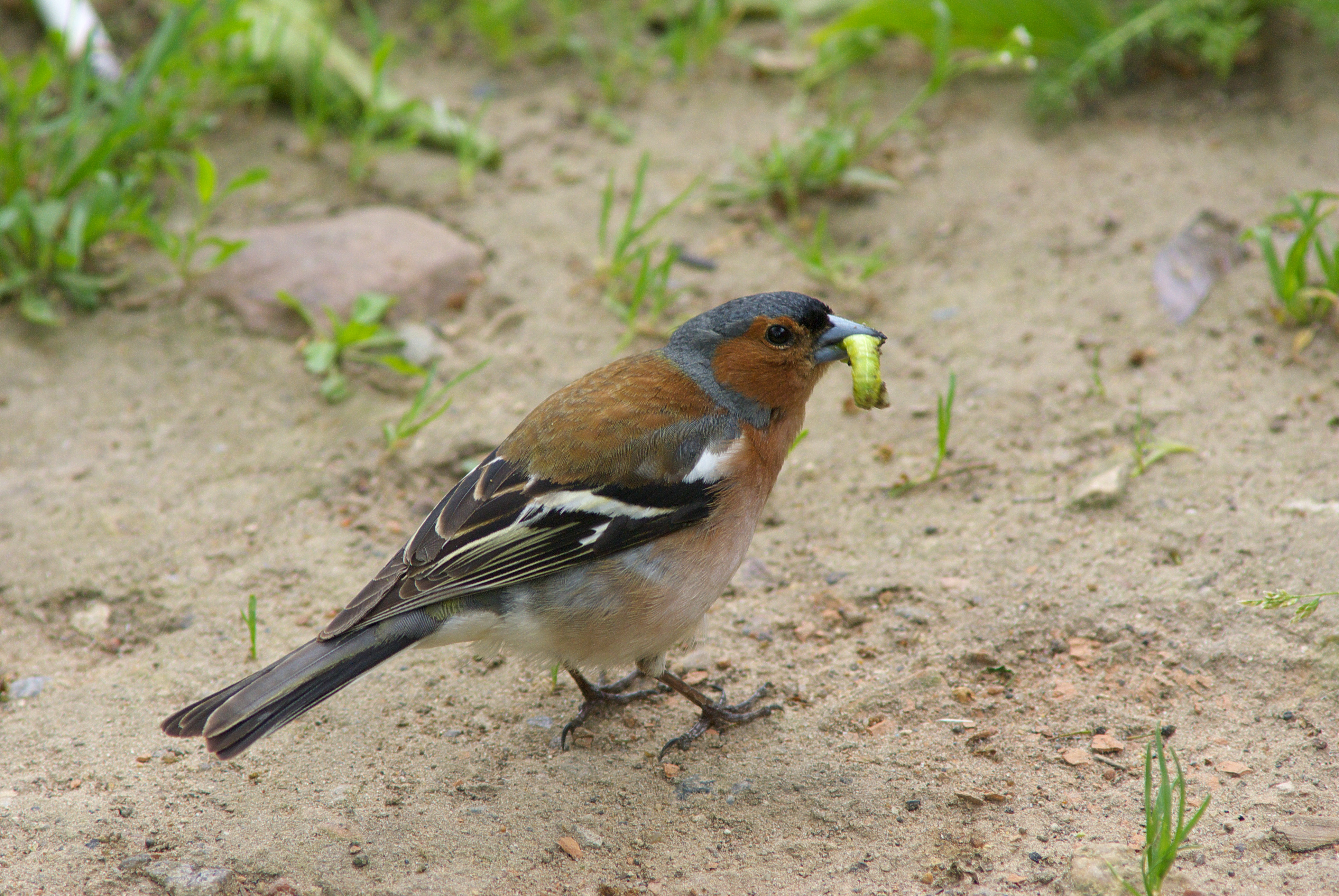
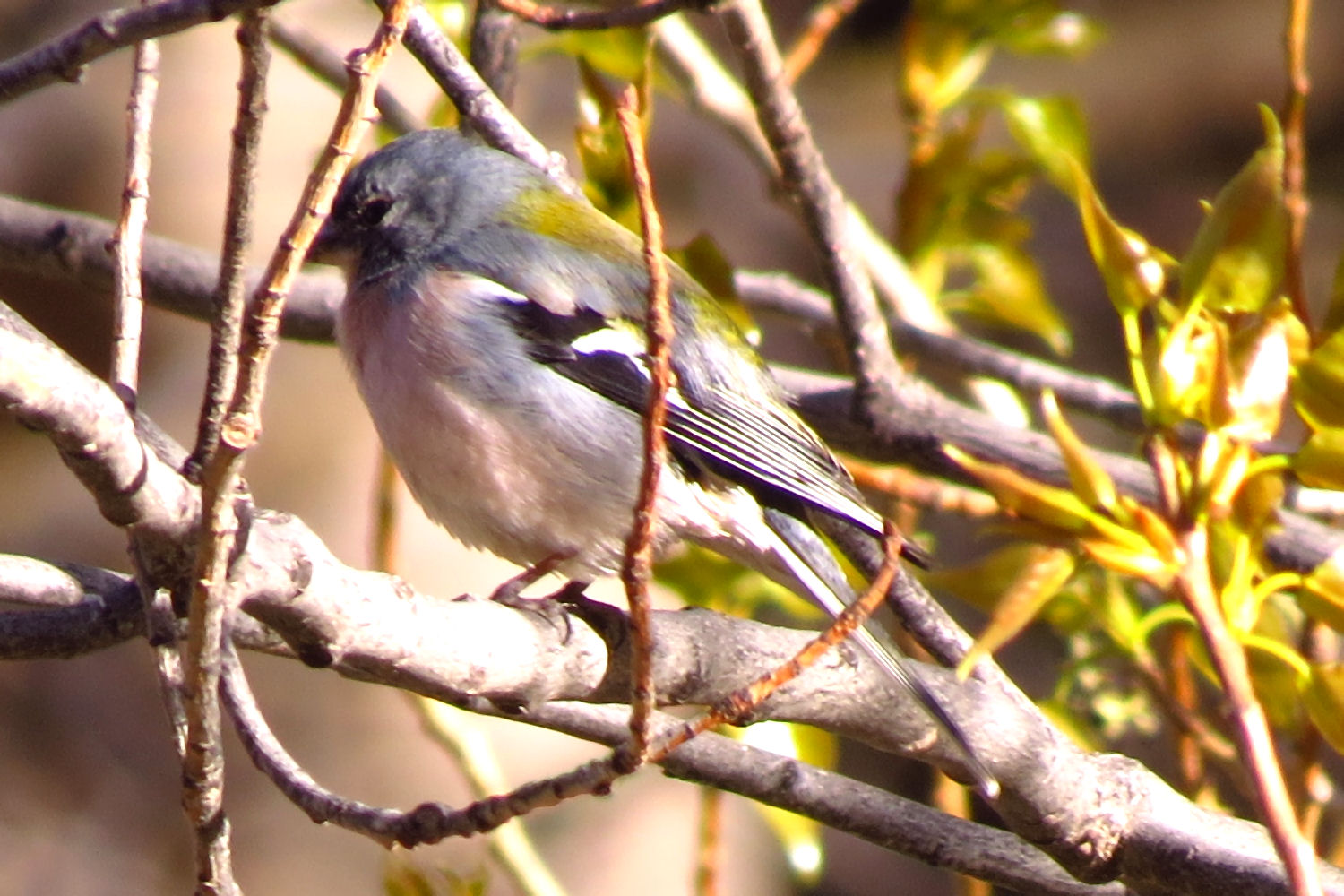
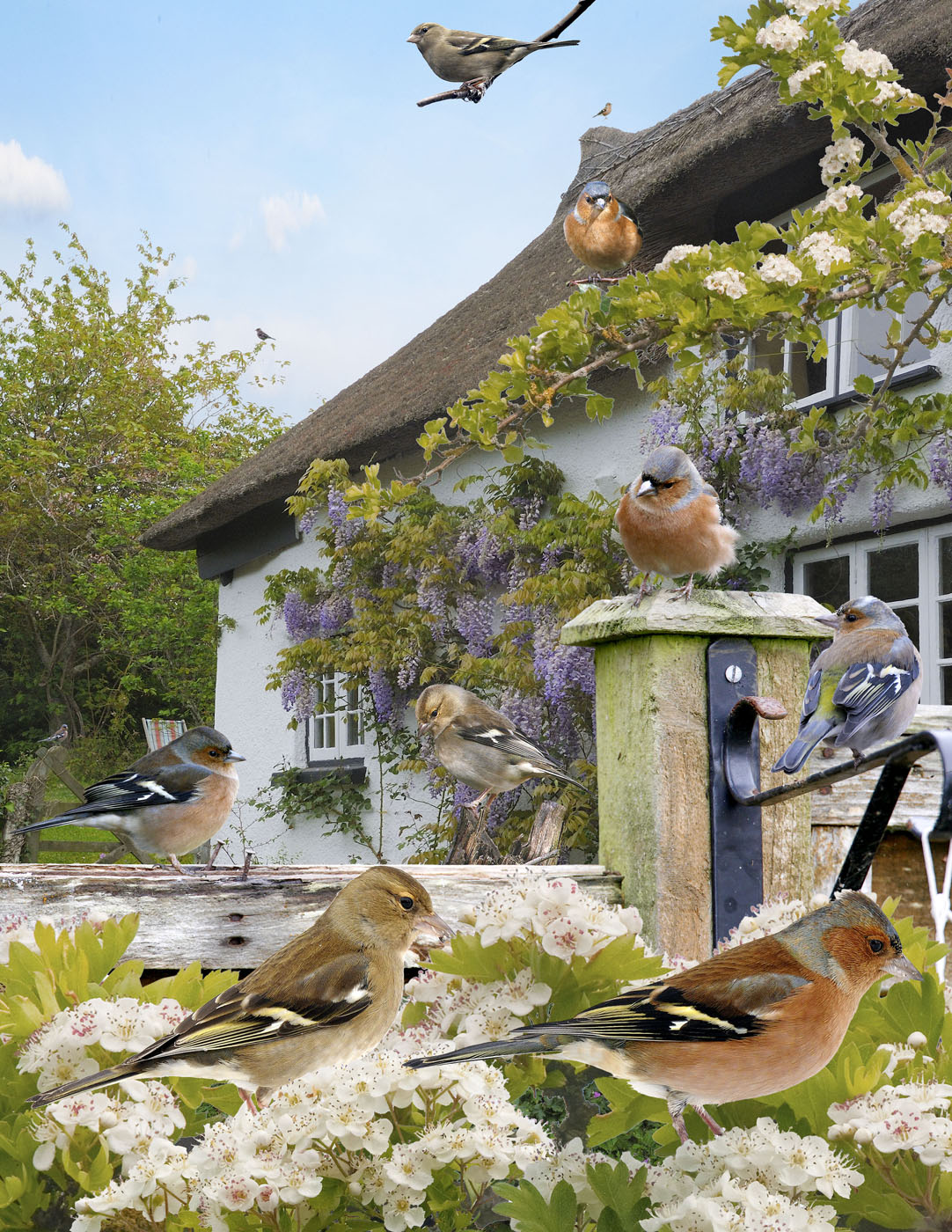